# 8620 Lowkevrudolph
8620 Lowkevrudolph eller 1981 EK5 är en asteroid i huvudbältet som upptäcktes den 2 mars 1981 av de båda amerikanska astronomerna Eleanor F. Helin och Schelte J. Bus vid Siding Spring-observatoriet. Den är uppkallad efter Lowell Kevin Rudolph.
Asteroiden har en diameter på ungefär 10 kilometer.